# 프티 베르도

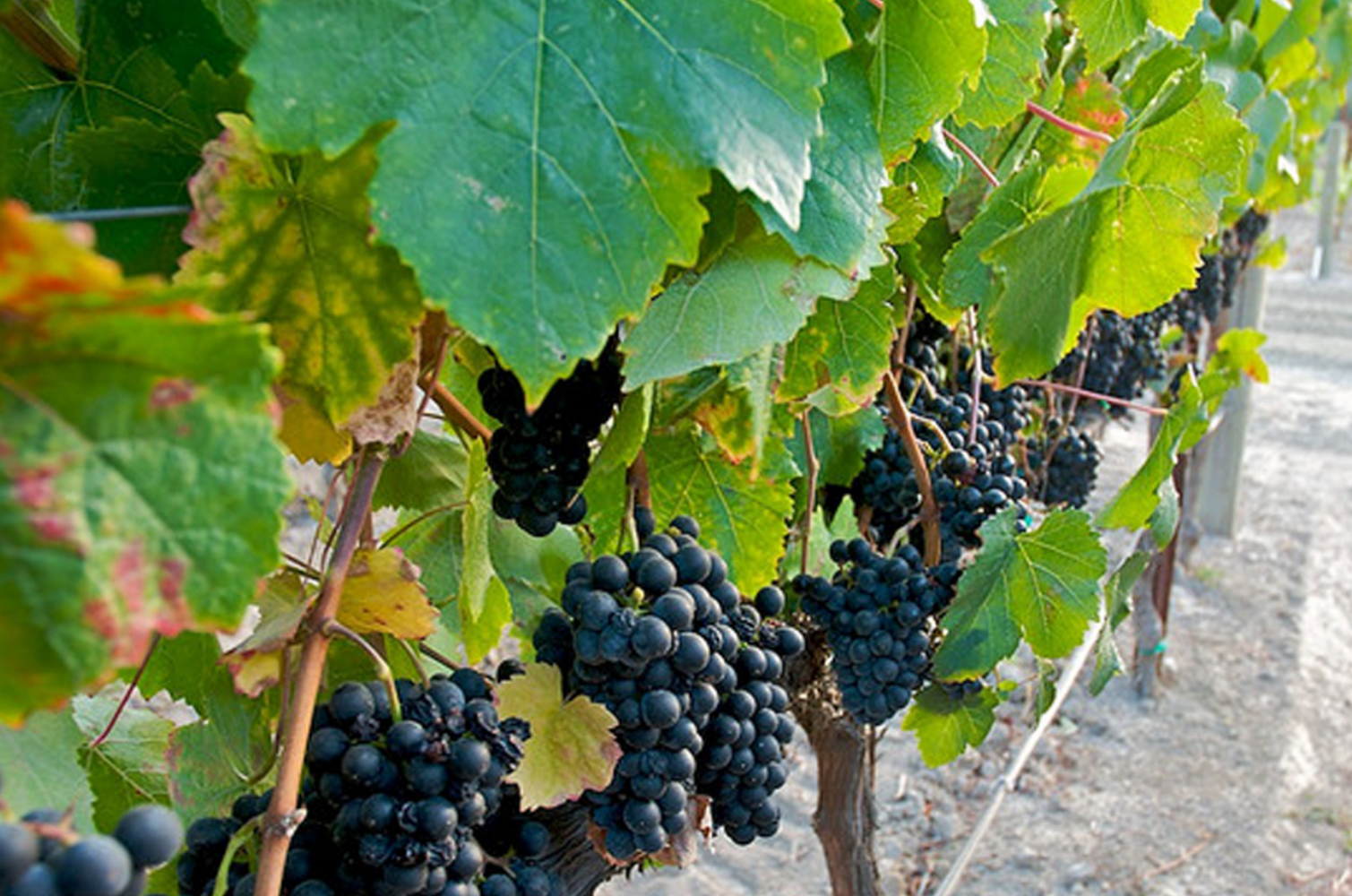

프티 베르도(Petit Verdot) 또는 쁘띠 베르도는 다양한 레드 와인 포도로 주로 클래식 보르도 블렌드에 사용된다. 보르도의 다른 품종보다 훨씬 늦게 익는 경우가 많다. 종종 너무 늦게 익기 때문에 본고장에서는 인기가 없다. 숙성되면 블렌드에 소량의 타닌, 색상 및 향미가 추가된다. 쁘띠 베르도는 더 안정적으로 익고 단일 품종 와인으로 만들어지는 신세계의 와인 메이커들 사이에서 주목을 받았다. 또한 까베르네 소비뇽 블렌드의 중간 맛을 '강화'하는 데에도 유용하다.
성숙하지 않았을 때 그 향은 바나나와 연필 부스러기에 비유되었다. 숙성되면서 제비꽃과 가죽의 강한 톤이 나타난다.

## 같이 보기
- 보르도 포도주